# 長谷川嘉一
長谷川 嘉一（はせがわ かいち、1952年〈昭和27年〉11月6日 ‐ ）は、日本の政治家、歯科医師。立憲民主党所属の衆議院議員（2期）。
群馬県議会議員（3期）、太田市議会議員（1期）、立憲民主党群馬県連会長などを務めた。

## 来歴・人物
群馬県太田市由良町生まれ。1971年3月、群馬県立太田高等学校卒業。1978年3月、日本歯科大学新潟歯学部卒業。 1983年5月、太田市に歯科医院を開設。 
1991年4月、太田市議会議員選挙で初当選、1期務める。
1995年5月14日、太田市長選が告示され、立候補を届け出た。5月21日の投開票の結果、新人の清水聖義が当選し、長谷川は候補者3名中最下位で落選。
1999年4月、群馬県議会議員選挙に太田市選挙区から無所属で立候補し初当選。2003年と2007年の県議選は自由民主党公認で立候補しいずれも当選を果たした。
2008年10月10日、次期太田市長選に出馬することを正式に表明。2009年2月16日までに県議を辞職。同年4月5日、市長選が告示され、立候補を届け出た。4月12日の投開票の結果、現職の清水聖義が当選し、長谷川は候補者4人中得票数3位で落選。
2011年1月17日、自民党群馬県連が実施している群馬3区支部長の公募に応募。選考の結果、公募に応じた3名の中から清水聖義太田市長が選ばれ、長谷川は選ばれなかった。
2012年1月5日、清水聖義太田市長が自身の年齢を理由に次期衆院選の出馬を辞退。自民党群馬県連は群馬3区支部長の再公募を実施。長谷川は同党群馬3区支部長の公募に再び応募した。選考の結果、再公募に応じた8名の中から笹川博義県議が選ばれ、長谷川はまたしても選ばれなかった。その後、長谷川は次期衆院選にみんなの党や日本維新の会公認で群馬3区から出馬することを検討したが、日本維新の会には自身の政策とは一致しない点があるとして同党の候補者1次公募には応募しない意向を示した。
同年11月16日、国民の生活が第一の候補者公募に応募したことを明かした。長谷川は同党の政策は自身の政策と一致していると述べた。国民の生活が第一は同月26日、15人の同党3次公認を公表した。長谷川は3次公認で群馬3区での同党公認が決まった。その後、国民の生活が第一は日本未来の党に合流。日本未来の党は同年12月2日、1次公認を公表した。長谷川は1次公認で群馬3区での同党公認が決まった。
同年12月の第46回衆議院議員総選挙に群馬3区から日本未来の党公認で立候補するも落選。
2014年12月の第47回衆議院議員総選挙に群馬3区から民主党公認で立候補するも落選。
2017年9月28日、民進党が希望の党への合流を決めた。同年10月3日、長谷川は「安全保障政策や憲法改正など、希望の党の方針は、自身の政治理念とあまりに異なる」とし、同日に発足したばかりの旧・立憲民主党の公認を受けて第48回衆議院議員総選挙に立候補する意向を表明した。10月6日、日本共産党群馬県委員会は群馬3区の立候補予定者を取り下げ、自主的に長谷川の支援に回ると発表した。
2017年10月の第48回衆議院議員総選挙には旧・立憲民主党公認で群馬3区から出馬。自民党公認の笹川博義と1対1の構図となり小選挙区で笹川に敗れるも比例復活し初当選した。
2018年1月18日、旧・立憲民主党の地方組織である同党群馬県総支部連合会（群馬県連）が発足した。長谷川は同党群馬県連の会長（代表）に就任した。
2020年10月4日、新・立憲民主党の地方組織である同党群馬県総支部連合会（群馬県連）の結成大会が高崎市で開かれた。長谷川は同党群馬県連の会長に就任した。
2021年9月14日、連合群馬は長谷川が複数回にわたり政策協定に違反したとして、長谷川への推薦を取り消すことを決定した。連合群馬は前年7月に長谷川へ推薦を出していた。長谷川が日本共産党への支援活動を行ったことが推薦取り消しの主な原因であった。
同年9月21日、新・立憲民主党群馬県連の会長（代表）を辞任した。同月14日に連合群馬が長谷川への推薦を取り消したことが辞任の一因になったと報じられた。長谷川は新たに群馬県連の副会長に就任した。新たな会長は第49回衆院選終了後まで選ばれない方針となった。
同年10月15日、立憲民主党・日本共産党・社会民主党・新社会党の各党の群馬県組織が長谷川を群馬3区の「野党統一候補」とすると発表した。4党の県組織は市民団体「私が変える群馬3区市民連絡会」の共通政策に合意した。
2021年10月の第49回衆議院議員総選挙には新・立憲民主党公認で群馬3区から出馬したが再び笹川に敗れ比例復活もならず落選した。
2023年7月4日、立憲民主党本部は常任幹事会で長谷川の第50回衆院選群馬3区での公認を内定した。第50回衆院選に際して、連合群馬は県内では群馬1区の立民候補のみを推薦し前回に引き続き長谷川への推薦は行わなかった。
2024年10月の第50回衆議院議員総選挙には群馬3区から立憲民主党公認で出馬し、小選挙区では笹川に214票差の僅差で敗れたが比例復活で再選。

## 政策・主張
- 憲法改正にどちらかと言えば反対[65]。
- 消費税10%に反対[65]。
- 消費増税の先送りをどちらかと言えば評価しない[65]。
- アベノミクスを評価しない[65]。
- 安全保障関連法の成立を評価しない[65]。
- 安倍内閣による北朝鮮問題への取り組みを評価しない[65]。
- 共謀罪法を評価しない[65]。
- 安倍内閣による森友学園問題・加計学園問題への対応を評価しない[65]。
- 原子力規制委員会の審査に合格した原発の運転再開に反対[65]。
- 「将来も原子力発電は電力源のひとつとして保つべきだ」という意見よりも「いますぐ原子力発電を廃止すべきだ」という意見にどちらかと言えば賛成[65]。
- 「日本にとって中国は脅威である」という意見よりも「日本にとって中国はパートナーである」という意見にどちらかと言えば賛成[66]。
- 受動喫煙防止を目的に飲食店等の建物内を原則禁煙とする健康増進法改正に賛成[67]。

## 不祥事

### 公職選挙法違反
2012年12月27日、2012年衆院選における公職選挙法違反（買収）の容疑で日本未来の党の長谷川陣営の運動員２名が逮捕された。運動員2名には、70代の1名が長谷川事務所内で40代のもう1名にビラ頒布を依頼し、現金十数万円を後日支払う約束をした疑いがあった。2013年1月7日、長谷川の自宅や事務所など数か所の捜索が行われた。同年1月18日、前橋区検は現金12万6千円を渡した疑いの運動員1名を略式起訴し、前橋簡裁は罰金30万円の略式命令を下した。ビラ頒布を依頼された1名は不起訴処分となった。

## 選挙歴
| 当落 | 選挙                     | 執行日         | 年齢 | 選挙区       | 政党         | 得票数    | 得票率 | 定数 | 得票順位 /候補者数 | 政党内比例順位 /政党当選者数 |
| ---- | ------------------------ | -------------- | ---- | ------------ | ------------ | --------- | ------ | ---- | ------------------ | ---------------------------- |
| 当   | 1991年太田市議会議員選挙 | 1991年4月21日  | 38   |              | 無所属       | 2564票    |        | 30   | 11/32              | /                            |
| 落   | 1995年太田市長選挙       | 1995年5月21日  | 42   |              | 無所属       | 1万2162票 |        | 1    | 3/3                | /                            |
| 当   | 1999年群馬県議会議員選挙 | 1999年4月11日  | 46   | 太田市選挙区 | 無所属       | 1万3130票 |        | 4    | 3/6                | /                            |
| 当   | 2003年群馬県議会議員選挙 | 2003年4月13日  | 50   | 太田市選挙区 | 自由民主党   | 1万1445票 |        | 4    | 3/6                | /                            |
| 当   | 2007年群馬県議会議員選挙 | 2007年4月8日   | 54   | 太田市選挙区 | 自由民主党   | 1万4424票 |        | 4    | 2/8                | /                            |
| 落   | 2009年太田市長選挙       | 2009年4月12日  | 56   |              | 無所属       | 2万2295票 |        | 1    | 3/4                | /                            |
| 落   | 第46回衆議院議員総選挙   | 2012年12月16日 | 60   | 群馬県第3区  | 日本未来の党 | 3万3793票 | 20.47% | 1    | 3/4                | 6/1                          |
| 落   | 第47回衆議院議員総選挙   | 2014年12月14日 | 62   | 群馬県第3区  | 民主党       | 4万9494票 | 33.15% | 1    | 2/3                | 10/4                         |
| 比当 | 第48回衆議院議員総選挙   | 2017年10月22日 | 64   | 群馬県第3区  | 立憲民主党   | 6万7456票 | 44.70% | 1    | 2/2                | 1/5                          |
| 落   | 第49回衆議院議員総選挙   | 2021年10月31日 | 68   | 群馬県第3区  | 立憲民主党   | 6万7689票 | 42.99% | 1    | 2/3                | 9/5                          |
| 比当 | 第50回衆議院議員総選挙   | 2024年10月27日 | 71   | 群馬県第3区  | 立憲民主党   | 7万4716票 | 49.93% | 1    | 2/2                | 1/5                          |